# Ризе (ил)
Ризе (тур. Rize, греч. Ριζούντα, арм. Քաջքար) — ил на северо-востоке Турции.

## География
Ил Ризе граничит с илами: Трабзон на западе, Байбурт и Эрзурум на юге, Артвин на востоке.
С севера территория ила ограничена побережьем Чёрного моря, с юга — Лазистанским хребтом.
В Ризе мягкий умеренно-морской климат с характерными для него тёплым летом и прохладной зимой. Это самый влажный регион в Турции. Средняя температура июля +22 °C, средняя температура января +7 °C. Среднегодовое количество осадков составляет 2545 мм.

## Население
Население — 365 938 жителей (2009). В иле проживают турки, лазы, хемшилы (армяне).
Крупнейшие города — Ризе (78 тыс. жителей в 2000 году), Чайбаши, Фындыклы.

## Административное деление
Ил Ризе делится на 12 районов:
1. Ардешен (Ardeşen)
2. Чамлыхемшин (Çamlıhemşin)
3. Чаели (Çayeli)
4. Дерепазары (Derepazarı)
5. Фындыклы (Fındıklı)
6. Гюнейсу (Güneysu)
7. Хемшин (Hemşin)
8. Икиздере (İkizdere)
9. Ийидере (İyidere)
10. Калкандере (Kalkandere)
11. Пазар (Pazar)
12. Ризе (Rize)

## История
Провинция Ризе основана греками. Окруженный горами город, был труднодоступен, что мешало развитию региона. Ризе, оставалась частью Трабзонского вилайета, до начала производства чая, в 20- ом веке.

## Экономика

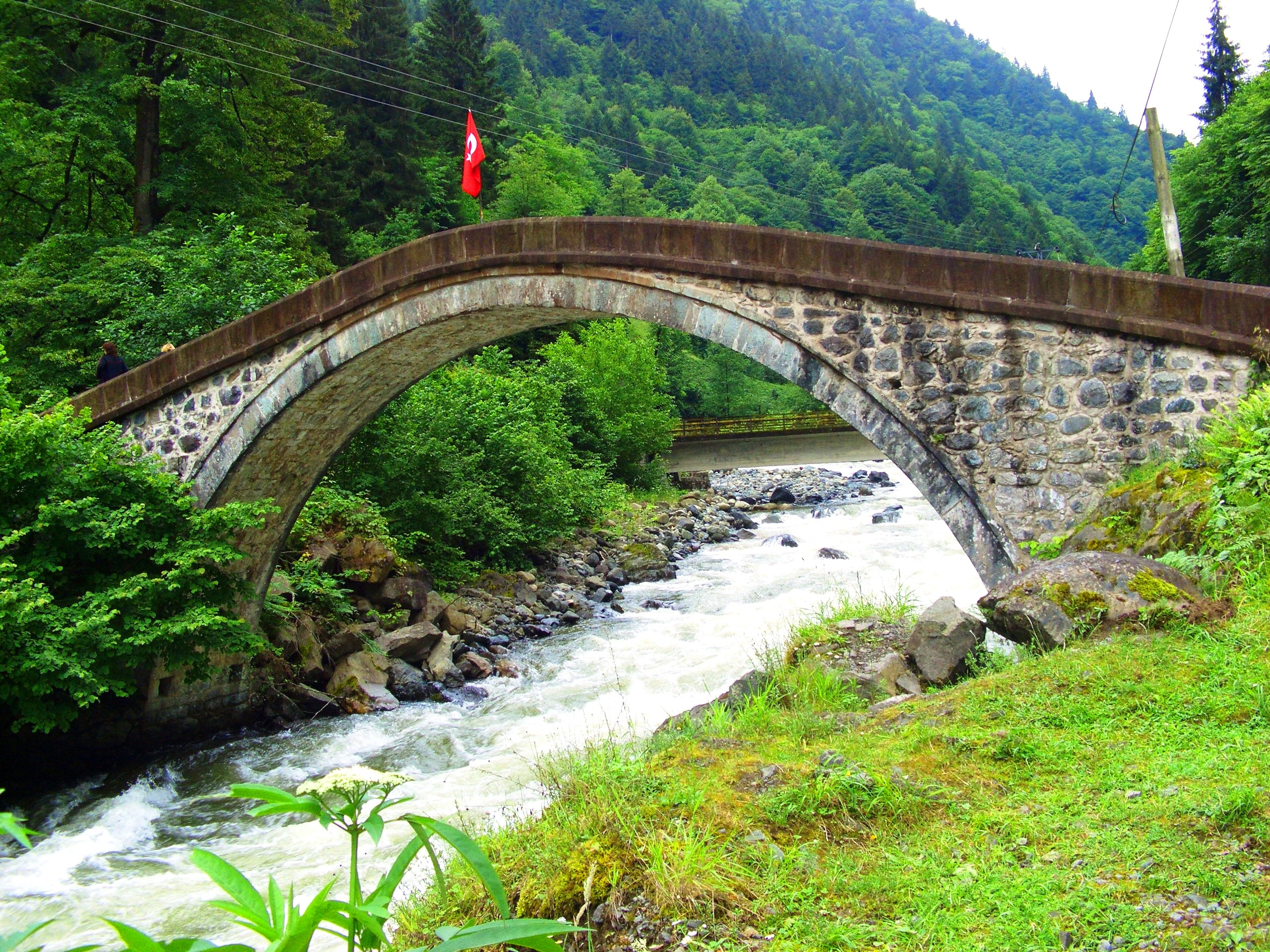
Старинный мост над рекой Фиртина

Основа экономики ила — выращивание чая. Первая чайная плантация была открыта в иле в 1947 году. Теперь это основной регион по выращиванию и переработке чая в Турции.
Выращиваются также киви, фундук, табак и др.
Развивается туризм.
Провинция является главным туристическим центром Турции. С крутыми горами и многочисленными плато, Ризе является пригодной горным видам спорта. Бурные реки, истекающие с горы Качкар, дают возможность заниматься рафтингом, рыбалкой. Одной из этих рек является река Фыртына, скорость течения которой подходит для каноинга. В горах находится средневековый замок Зилкале.